# Ulomorpha vanduzeei
Ulomorpha vanduzeei är en tvåvingeart som beskrevs av Alexander 1920. Ulomorpha vanduzeei ingår i släktet Ulomorpha och familjen småharkrankar. Inga underarter finns listade i Catalogue of Life.